# Бугай (Вадовицкий повет)
Бу́гай (пол. Bugaj) — село в Польше, находящееся в гмине Кальваря-Зебжидовска Вадовицкого повята Малопольского воеводства.

## География
Село находится в горной системе Малые Бескиды на высоте 300 – 420 метров над уровнем моры между горами Жар и Струнска-Гура.
Согласно TERYT село разделяется на три части: Ямник, Подляс и Пши-Клаштоже.

## История
С 1975 по 1998 год село входило в Бельское воеводство.